# Manuel Martínez Risco
Manuel Martínez-Risco y Macías (Orense, 1 de diciembre de 1888-París, 3 de mayo de 1954) fue un científico y político español.

## Biografía
Licenciado en Ciencias Físicas, en 1915 obtuvo la cátedra de óptica y acústica de la Universidad Complutense de Madrid, y más tarde la de física teórica. También fue miembro de la Real Academia de Ciencias de Zaragoza y llegó a ser propuesto para el Premio Nobel de Física. En las elecciones generales de 1931 fue elegido diputado por Orense por Acción Republicana (AR) y en las de 1936 por Izquierda Republicana (IR). Al final de la guerra civil española se exilió en Francia, donde ejerció como maître de Recherches del CNRS, continuando sus investigaciones sobre las ondas luminosas.